# Madonna y The Breakfast Club
Madonna y The Breakfast Club (originalmente en inglés: Madonna and the Breakfast Club) es una película documental de 2019 dirigida por Guy Guido. El docudrama reconstruye de forma dramatizada los primeros años de la cantante estadounidense Madonna en Nueva York y su carrera como integrante de la banda Breakfast Club.

## Sinopsis
Tras abandonar su Detroit natal, Madonna (Jamie Auld) llega a Nueva York en 1978 buscando trabajar de bailarina. Allí conoce a Dan Gilroy, quien junto a su hermano Ed le enseñan a tocar batería y guitarra. Así, los tres forman la banda de post-punk Breakfast Club. Madonna integró el grupo hasta 1980 cuando se marchó para formar Emmy and the Emmys, para luego alcanzar la fama como solista.
La película cuenta con los testimonios de los integrantes de la banda, los hermanos Gilroy y Angie Smit; además de presentar grabaciones y fotografías inéditas de Madonna, quien no participó en esta producción.